# Государственный учёный совет
Госуда́рственный учёный сове́т (ГУС) — руководящий научно-методический орган Наркомпроса РСФСР, ведавший осуществлением политики государства в области науки, искусства, образования и социалистического воспитания. Организован и возглавлялся М. Н. Покровским, после его смерти ликвидирован.
Образован решением отдела вузов Наркомпроса РСФСР от 20 января 1919 года. С 1921 по 1925 год входил в состав Академического центра Наркомпроса РСФСР.
В 1921 году разделён на 3 секции: научно-политическую, научно-техническую и научно-педагогическую. В 1923 году образована научно-художественная секция, а в 1930—1931 годах — секции просвещения национальностей, дошкольная, медико-биологическая, университетская, профессионально-технического образования.
ГУС утверждал учебные планы, программы и учебные пособия для начальной, средней и высшей школы, а также преподавателей вузов.
Упразднён постановлением ВЦИК и СНК РСФСР о реорганизации Наркомпроса от 19 сентября 1933 года.

## ГУС и Наркомпрос
Луначарский хотя и мало знал обо мне, но был настолько начитанным, что был даже знаком с некоторыми моими статьями. Я доложил ему очень коротко о наших планах и, желая подкупить его, сказал, что с точки зрения революции будет очень важно, что Международный философский съезд впервые соберётся в России сразу же после революции. <…> И мы очень дружески заговорили о том о сём, об издательских делах, в частности, как вдруг, совершенно неожиданно, молодой человек в военной форме очень сумрачно заявил: «Но, товарищ Луначарский, вопрос, который вы сейчас обсуждаете, решаться вами не может. Это в ведении товарища Покровского». Приват-доцент исторического факультета при Московском университете Покровский ещё до революции был марксистом, а в настоящее время заведовал ГУСом (Государственный Учёный Совет). Луначарский затрепетал. Ему напомнили, что он не свободен, что руки у него связаны. <…> В назначенный день и час я явился к Покровскому… В сущности, он был доволен, что не отказал мне, что всё кончилось благополучно. Я от чая отказался и спросил его, куда нам писать, в Учёный совет или Наркомпрос? «Да нет, — ответил он, — это наше дело. Пишите нам в Учёный совет».
<…> Я понял, что от Луначарского не зависит, состоится или нет философский съезд, подобные вопросы решает Покровский, вернее ГУС.